# نظریه کلاسیک آزمون
نظریه کلاسیک آزمون (به انگلیسی: Classical Test Theory) یک شاخه از روان‌سنجی است که نتایج تستهای روان‌شناسنه را پیش‌بینی می‌کند، این نظریه بر این استوار است که نمره‌ای که یک فرد بدست می‌آورد مجموعه جوابهای حقیقی و خطا روان‌سنجی می‌باشد. در کل هدف این است که اعتبار تست‌های روان‌شناسی را بسنجیم.
این نظریه شاخه‌ای از علوم آماری است که برای تفسیر، بررسی و پیش‌بینی نتایج یک آزمون روانشناختی یا تربیتی استفاده می‌شود. نظریه کلاسیک آزمون به نام نظریه امتیاز حقیقی (به انگلیسی: True Score Theory) نیز شناخته می‌شود. نظریه کلاسیک آزمونی که امروزه می‌شناسیم ابتدا توسط موریس ناویک (۱۹۰۳–۱۹۹۶) مطرح شد.